# アルボウイルス
アルボウイルス（英: arbovirus）は、節足動物内で増殖し、それらの吸血活動によって脊椎動物に伝播されるウイルスの総称。節足動物体内での増殖を行わず、機械的伝播のみを起こすウイルスはアルボウイルスに含まれない。およそ10のウイルス科が含まれ、ヒトに病原性を示すものは100種を超える。アルボウイルスのうちフラビウイルス科、ブニヤウイルス科に属するものには出血熱や脳炎など重篤な症状を引き起こすものが多い。アルボウイルスは一般に以下の特徴を持つ。
1. アルボウイルスは節足動物体内に侵入し、一定の体外潜伏期を経た後、媒介能を獲得する。
2. 節足動物の吸血活動により感染した脊椎動物は潜伏期間の後、数日にわたりウイルス血症を起こし、節足動物の感染源となる。
3. 一般に脊椎動物では感染後、高度免疫を獲得する。
4. アルボウイルスの分布は媒介動物である節足動物の生態や分布に依存する。
5. 温帯や寒帯では夏期に流行し、熱帯では通年流行する。

## 主なアルボウイルスの種類
- トガウイルス科アルファウイルス属
  - 東部馬脳炎ウイルス
  - 西部馬脳炎ウイルス
  - ベネズエラ馬脳炎ウイルス
  - チクングニアウイルス
- フラビウイルス科フラビウイルス属
  - デングウイルス
  - ジカウイルス
  - 黄熱ウイルス
  - 日本脳炎ウイルス
  - ウエストナイルウイルス
  - セントルイス脳炎ウイルス
  - マレーバレー脳炎ウイルス
  - ロシア春夏脳炎ウイルス
  - 中央ヨーロッパダニ媒介性脳炎ウイルス
  - オムスク出血熱ウイルス
  - キャサヌール森林熱ウイルス
  - 跳躍病ウイルス

- ブニヤウイルス科
  - ラクロスウイルス
  - クリミア・コンゴ出血熱ウイルス
  - リフトバレー熱ウイルス
  - 重症熱性血小板減少症候群(SFTS)ウイルス